# 内田忠男
内田 忠男（うちだ ただお、1939年〈昭和14年〉6月9日 - ）は、国際ジャーナリストである。マニラ（当時：米領フィリピン群島）出身。日本国際フォーラム政策委員。

## 人物
- ジャーナリスト歴54年。そのうち在米期間は、1975年以来通算26年余り（ニューヨークが大半で、ロサンゼルスにも5年間居住）。全米50州のうち、48州に足跡を記している。
- 米国大統領選挙を間近に取材したのは、1976年のカーターVSフォード以来、東京で夕方ニュースのアンカーをしていた92年を除く毎回、2004年7回目。
- キャリアの過半を占めた国際ジャーナリズムの活動では、G7、G8の主要国首脳会議（サミット）を計19回現地取材したのをはじめ、米ソ、米ロ首脳会談、全欧安保協力会議首脳会議、ダボス会議、米州首脳会議など、国際会議を取材した。
- スポーツでは、米大リーグやPGA、LPGAなどゴルフの取材経験がある。大リーグ取材では、常にスコアカードを携えてゲームの成り行きを見ている。ゴルフでは、岡本綾子ら日本人ゴルファーのツアー優勝をたびたび取材したほか、テレビ朝日が全米オープンの放送権を取得した後、3年間解説を担当した。大相撲は、父親が春日野部屋のタニマチだったことから、小学校3年頃から本場所、稽古を見ており、前記読売運動部時代には支度部屋取材を担当、社会部時代には「横綱北の湖誕生」の記事を執筆。
- 個人的な趣味として、ニューヨーク在住中は、メトロポリタン・オペラとNYフィルを定期的に観賞。とくにメッツのオペラは「スポンサー・パトロン」として登録されプログラムにも名前が掲載されている（2002〜2003シーズンまで）。ロサンゼルス在住中は、ロサンゼルス・フィルの定期会員でもあった。

## 経歴
| 年表                  | 経歴 |
| --------------------- | --- |
| 1952年3月             | 文京区立誠之小学校卒業（5年から編入） |
| 1958年3月             | 東京教育大学附属中学校・高等学校（現・筑波大学附属中学校・高等学校）卒業 |
| 1962年3月             | 慶應義塾大学経済学部卒業 |
| 1962年4月             | 読売新聞社入社、主に東京本社社会部で記者活動 |
| 1975年                | 同社外報部に転じ、ロサンゼルス特派員、ロッキード事件に遭遇 |
| 1978年                | 同社を退社、U.S.-Japan Business News社の副社長・編集主幹を務めながら文筆活動に従事 |
| 1980年以降            | テレビ朝日の報道番組『BIG NEWS SHOW いま世界は』のニューヨーク側キャスター（東京側のキャスターは、当時朝日新聞記者の轡田隆史と、同番組でキャスターデビューを果たした安藤優子）キッシンジャー博士をはじめとする米国の要人多数と単独会見、戒厳令下のポーランドでラコフスキ副首相やワレサ連帯議長との単独会見にも成功した |
| 1988年                | ニューヨークから一時帰国、同年10月以降テレビ朝日『内田忠男モーニングショー』司会（ - 1991年3月） |
| 1991年4月 - 1993年3月 | テレビ朝日の報道番組『ステーションEYE』キャスター |
| 1993年4月以降         | 再びニューヨークに駐在 |
| 1999年10月以降        | テレビ朝日アメリカInc．の取締役に就任、同局の国際問題専任キャスターとして活動 |
| 2001年9月11日         | 同時多発テロ事件の報道ではテレビ朝日社長特別賞受賞 |
| 2003年3月             | テレビ朝日アメリカInc．取締役退任 |
| 2004年3月             | テレビ朝日との出演契約終了、フリーとなる |
| 2005年度・2006年度    | 山梨県立大学客員教授（国際関係論、平和と安全保障） |
| 2006年度以降          | 名古屋外国語大学現代国際学部教授（国際関係論、現代アメリカ論、国際経済速報など） |
| 2010年4月             | 名古屋外国語大学・大学院客員教授。傍ら、名古屋テレビ、東海テレビ、岐阜放送、中京テレビ、毎日放送などに出演、講演も多数 |

## 出演

### テレビ番組
報道・情報ワイドショー番組
| 期間                 | 期間               | 番組名                                       | 役職                                                |
| -------------------- | ------------------ | -------------------------------------------- | --------------------------------------------------- |
| 1980年4月            | 1983年3月          | BIG NEWS SHOW いま世界は（テレビ朝日）       | ニューヨークキャスター                              |
| 1983年4月            | 1985年9月          | TVスクープ（テレビ朝日）                     | ニューヨークキャスター                              |
| 1985年10月1994年10月 | 1988年9月2004年3月 | ニュースステーション（テレビ朝日）           | ニューヨークキャスター                              |
| 1988年10月           | 1991年3月          | 内田忠男モーニングショー（テレビ朝日）       | メイン司会                                          |
| 1991年4月            | 1993年3月          | ステーションEYE（テレビ朝日）                | メインキャスター                                    |
| 1993年4月            | 1994年9月          | ザ・ニュースキャスター（テレビ朝日）         | ニューヨークキャスター                              |
| 2006年4月6日         | 2011年8月4日       | ぴーかんテレビ（東海テレビ）                 | 木曜日コメンテーター                                |
| 2006年4月6日         | 2010年3月26日      | 中京テレビNewsリアルタイム（中京テレビ）     | 木・金曜日コメンテーター                            |
| 2006年4月            | 2011年3月          | どですか!（メ～テレ）                        | 金曜日コメンテーター                                |
| 2006年7月            | 2009年9月          | ちちんぷいぷい（毎日放送）                   | 『ぷいぷい顧問団』水曜日レギュラー出演              |
| 2006年10月6日        | 2007年3月30日      | エミエミ（中京テレビ）                       | レギュラーコメンテーター                            |
| 2010年4月1日         | 2011年4月1日       | news every. 中京ローカルパート（中京テレビ） | 木・金曜日コメンテーター                            |
| 2011年4月            | 2016年3月          | ドデスカ!（メ～テレ）                        | 金曜日コメンテーター                                |
| 2016年3月2日         | 2016年3月2日       | 情報ライブ ミヤネ屋（読売テレビ）            | アメリカ大統領選スーパーチューズデー スタジオ生出演 |

その他
- ぎふ最前線 〜くらしを見つめて〜（岐阜放送、年4回出演）

### ラジオ番組
- RKBラジオ「安藤豊 どんどこサタデー」（2016年3月5日、どんどこウィークリー　アメリカ大統領選　電話出演）

## 著書
- マンハッタン ブロードキャスティング（1989年、日経通信社）
- 世紀末の日本と世界（1996年、近代文芸社）
- 国際ビジネスの基礎知識百科（1989年、主婦と生活社=監修）など。
- 雑誌、新聞などへの寄稿執筆も続けながら、講演多数。